# Источни Тимор на Летњим олимпијским играма 2004.
Источни Тимор је на Летњим олимпијским играма 2004. дебитовао на олимпијским играма као самостална земља. На Олимпијским играма у Атини 2004. учествовао са двоје такмичара (1. жена и 1. мушкарца), који су се такмичили у атлетици.
Заставу Источног Тимора на свечаном отварању Летњих олимпијских игара 2004. носила је атлетичарка Águeda Amaral.
Екипа Источног Тимора није освојила ниједну медаљу.

## Учешће спортиста Источног Тимора по дисциплинама
| Спорт      | Мушкарци | Жене | Укупно |
| ---------- | -------- | ---- | ------ |
| Атлетика   | 1        | 1    | 2      |
| Укупно (1) | 1        | 1    | 2      |

## Резултати по спортовима

### Атлетика
Први олимпијски спортити Источног Тимора на олимпијским играма били су двоје маратонаца који се нису прославили ни резултатима ни пласманима. Маратонац Жил да Круз није успео да заврши трку, а маратонка Águeda Amaral је завршила трку далеко иза других тркача водећи борбу да избегне последњу позицију победивши маратонку из Монголије.

#### Мушкарци
| Атлетичар   | Дисциплина | Лични рекорд | Група    | Група | Полуфинале | Полуфинале | Финале             | Финале             | Детаљи |
| Атлетичар   | Дисциплина | Лични рекорд | Резултат | Место | Резултат   | Место      | Резултат           | Место              | Детаљи |
| ----------- | ---------- | ------------ | -------- | ----- | ---------- | ---------- | ------------------ | ------------------ | ------ |
| Жил да Круз | маратон    | 2:49:00      |          |       |            |            | Није засвршио трку | Није засвршио трку |        |

#### Жене
| Атлетичар     | Дисциплина | Лични рекорд | Група    | Група | Полуфинале | Полуфинале | Финале   | Финале      | Детаљи |
| Атлетичар     | Дисциплина | Лични рекорд | Резултат | Место | Резултат   | Место      | Резултат | Место       | Детаљи |
| ------------- | ---------- | ------------ | -------- | ----- | ---------- | ---------- | -------- | ----------- | ------ |
| Águeda Amaral | маратон    | 3:03:53 НР   |          |       |            |            | 3:18:25  | 65./66 (82) |        |